# Цаголов, Николай Александрович
Никола́й Алекса́ндрович Цаго́лов (1904—1985) — советский экономист, доктор экономических наук (1949), профессор Московского университета.

## Биография
Старший брат, Цаголов, Георгий Александрович (1897—1919) — осетинский большевик, один из организаторов борьбы за установление советской власти на Кавказе. По словам его сына: «На выбор профессии большое влияние оказала ранняя гибель старшего брата отца… Трагическая смерть Георгия нанесла глубокую душевную рану и наложила отпечаток на его мировоззрение, повернув сознание к социальной теме».
В 1924 году окончил Московский институт народного хозяйства; прежде получил экономическое образование во Владикавказе.
Окончил аспирантуру Института экономики Российской ассоциации научно-исследовательских институтов общественных наук, где учился в 1926-29 годах.
Затем был направлен в Воронежский государственный университет и в 25 лет занял там должность профессора. Вскоре был приглашён заведовать кафедрой политической экономии Воронежского планового института.
В 1932 году стал учёным секретарем Института экономических исследований Госплана СССР. В 1937—1960 годах — сотрудник Института экономики АН СССР (с 1939 — старший научный сотрудник).
В годы войны, работая на Кавказе, привлекался Наркомфином СССР к выполнению работ по плану Группы денежного обращения НКФ СССР как внештатный консультант. Участвовал в подготовке и проведении денежной реформы 1947 года.
В 1949 году защитил докторскую диссертацию «Дворянская и буржуазная экономическая мысль в период „крестьянской реформы“». В 1957—1985 годах — заведующий кафедрой политической экономии экономического факультета Московского государственного университета.
Похоронен на Ваганьковском кладбище.

## Научная деятельность
Создал влиятельную школу, главным достижением которой принято считать учебник «Курс политической экономии» под его редакцией. Рустем Махмутович Нуреев отмечал: «Удивительно, что с большим трудом Цаголову удалось переиздать „Курс политической экономии“, он вышел всего 3 раза на русском языке при его жизни. Но зато выдержал 11 зарубежных изданий. Учебник переводился не только в соцстранах (что понятно, потому что они следовали за Советским Союзом), но и в ФРГ, КНР, Турции, Греции, Японии. Цаголов читал лекции и в Италии, он ездил в США, Японию и другие страны. И самые развитые страны поняли, что это какая-то попытка на новом уровне оценить систему, в которой мы жили».
Развивал непосредственно экономическую теорию социализма, создатель теоретической системы производственных отношений социализма. Ключевую роль отдавал планомерности. С этих позиций оппонировал сторонникам косыгинской реформы и системы оптимального функционирования экономики. Чтобы избавить теорию от политического волюнтаризма, Цаголов конструировал свой вариант политэкономии социализма, абстрагируясь от практики реального социализма. В результате получился новый вариант утопического социализма, образец советской схоластики. В настоящее время работы Н. А. Цаголева мало востребованы исследователями.

Помимо идеологической зашоренности и обильного цитирования партийной марксистской литературы (в отдельных произведениях это цитирование доходит до 20-30 % текста), у всех работ Цаголова есть ещё одна чрезвычайно непривлекательная черта — это полное отсутствие показателей и фактов экономической жизни. «Экономика без цифр» есть яркое свидетельство оторванности автора от реальности, виртуальности и надуманности его творчества.— Фомин Д. А.

## Награды
- Заслуженный деятель науки РСФСР (1965).

Награждён:
- орденом Ленина (23.01.1980[8]),
- орденом Октябрьской революции (26.07.1974) — за заслуги в развитии экономической науки, многолетнюю плодотворную педагогическую деятельность и в связи с 70 летием со дня рождения[9]
- орденом Трудового Красного знамени.

Лауреат премии им. Н. Г. Чернышевского АН СССР (1959) и премии имени М. В. Ломоносова МГУ (1964).

## Основные работы
- Очерки русской экономической мысли периода падения крепостного права. — М.: Политическая литература, 1956
- Библиографический указатель по вопросам политической экономии (1967-1975 гг.) / [сост. В. А. Бирюков, А. П. Леонтьев, В. Т. Мусатов и др.]; под общ. ред. Н. А. Цаголова. М. : Изд-во МГУ, 1980.
- Библиография по вопросам политической экономии : (1917-1966) / под общ. ред. Н. А. Цаголова. М. : Изд. Моск. ун-та, 1969.
- Вопросы истории политической экономии: Избранные произведения. — М.: Изд-во МГУ, 1984.
- Курс политической экономии : в 2-х т. : [для экон. фак. и вузов] / под ред. Н. А. Цаголова. М.: Экономиздат, 1963. (три издания в СССР: 1963—1964, 1970, 1973—1974; за рубежом издавался 14 раз (на Кубе, в ГДР, ЧССР, ПНР, ФРГ, КНР, Турции, Греции, Японии)[2])
- Ленинская теория империализма и актуальные проблемы политической экономии (М., 1981).
- Проблемы развития политической экономии и совершенствования её преподавания : [науч.-метод. пособие для преподавателей полит. экономии / Ю. М. Толыпин и др.]; под ред. Н. А. Цаголова. М. : Высш. шк., 1985.
- «Анти-Дюринг» Фридриха Энгельса и актуальные проблемы политической экономии. М. : Изд-во МГУ, 1981.

## Семья
Супруга — лингвист Р. С. Цаголова (1927—2017). Сын Георгий (1940—2019) — экономист, публицист.